# Grand Prix automobile d'Abou Dabi 2022
GP précédent GP suivant
Le Grand Prix automobile d'Abou Dabi 2022 (Formula 1 Etihad Airways Abu Dhabi Grand Prix 2022) disputé le 20 novembre 2022 sur le circuit Yas Marina, est la 1079e épreuve du championnat du monde de Formule 1 courue depuis 1950. Il s'agit de la 13e édition du Grand Prix d'Abou Dabi comptant pour le championnat du monde de Formule 1 et la vingt-deuxième et dernière manche e du championnat 2022. La course à Abou Dabi clôt la saison comme de tradition depuis 2014. Cette épreuve marque la 299e et dernière course de Sebastian Vettel qui depuis son arrivée en 2007, a remporté quatre titres de champion du monde, a gagné cinquante-trois Grand Prix et a obtenu cinquante-sept pole positions. De nombreux hommages de tout le paddock lui sont rendus au cours du weekend. 
Red Bull a beau avoir largement dominé la saison, c'est la première fois depuis le Grand Prix du Mexique 2018 que ses pilotes verrouillent la première ligne de la grille de départ. Max Verstappen obtient la vingtième pole position de sa carrière, sa septième de la saison, en devançant Sergio Pérez de 228 millièmes de seconde. Charles Leclerc, le meilleur dans cet exercice avec neuf pole positions dans l'année, part troisième, son coéquipier Carlos Sainz Jr. à ses côtés en deuxième ligne. Pour la première fois depuis ses débuts en 2007, Lewis Hamilton achève la saison sans être parti en tête, ce qu'il a fait 103 fois en quinze saisons. Il part cinquième, en troisième ligne devant son coéquipier George Russell. Derrière les Red Bull, Ferrari et Mercedes, Lando Norris devance Esteban Ocon sur la quatrième ligne. La cinquième ligne propose six titres mondiaux, avec le futur retraité Sebastian Vettel et son remplaçant chez Aston Martin Fernando Alonso. 
À nouveau dominateur au volant de sa RB18, Max Verstappen porte son record à quinze victoires dans la saison, achevant 2022 avec un autre record : 454 points. Dans une course où il n'est jamais inquiété, l'intérêt se reporte sur la lutte qui oppose Charles Leclerc à Sergio Pérez pour la deuxième place de la course et du championnat. Alors que ce dernier effectue deux arrêts, aux 16e et 34e tours, le Monégasque ne stoppe qu'une fois au 22e tour ; cette stratégie se révèle gagnante puisque, poursuivi par le Mexicain, Leclerc conserve la deuxième place jusqu'à l'arrivée. 
Parties des deux premières places, les Red Bull sont en mesure de placer leurs deux pilotes aux premiers rangs du championnat, ce qui n'est jamais arrivé dans l'histoire de l'écurie ; mais celle-ci est, comme rarement, battue sur un plan stratégique. Verstappen commence par interdire à son coéquipier de le passer au premier virage puis s'envole pour un cavalier seul à un unique arrêt aux stand, expliquant après coup qu'il n'a eu qu'à gérer ses pneumatiques. Derrière, la course bascule dès le seizième tour quand Pérez qui roule tranquillement en deuxième position, troque ses pneus medium contre des gommes dures, alors que Leclerc poursuit son relais jusqu'au vingt-deuxième tour pour passer les pneumatiques durs : le Monégasque va continuer jusqu'au bout avec ce train de pneus, alors que Pérez laisse sa deuxième place pour effectuer son deuxième arrêt au trente-quatrième passage, ses ingénieurs l'assurant qu'il rattrapera son rival dans les derniers tours mais Pérez est retardé dans le trafic et Leclerc conserve plus d'une seconde d'avance sur la ligne d'arrivée. 
Lewis Hamilton qui vit sa première saison sans victoire est troisième au quarante-cinquième tour quand Pérez le dépasse pour continuer à se rapprocher de Leclerc ; victime d'une panne hydraulique, il abandonne à deux tours du but. Carlos Sainz prend ainsi la quatrième place, devant George Russell. À près d'une minute du vainqueur, Lando Norris sauve les points de la sixième place face à Esteban Ocon qui passe sous le drapeau à damier dans ses échappements. Lance Stroll termine huitième et isolé alors que Daniel Ricciardo et Sebastian Vettel, qui disputent tous deux leur dernière course, se battent pour les points restants, l'Australien gardant l'avantage. À la fin de leur tour d'honneur, Verstappen, Leclerc et Pérez se lancent dans une série de donuts puis laissent la place à Vettel qui arrive à son tour dans la ligne droite des stands pour faire fumer ses pneumatiques. 
Avec 454 points au championnat du monde, Max Verstappen creuse un écart de 146 unités sur son dauphin Charles Leclerc (308 points) qui atteint son plus haut classement depuis ses débuts avec, cette saison, trois victoires et onze podiums. Sergio Pérez, auteur de deux succès et, lui aussi, onze podiums, est troisième (305 points). George Russell (275 points) et Carlos Sainz (246 points) qui ont tous deux obtenu leur première victoire cette saison, suivent aux quatrième et cinquième places. Lewis Hamilton (240 points) est hors du « top cinq » pour la première fois depuis ses débuts en 2007. Lando Norris, qui a porté l'écurie McLaren, est septième (122 points) devant les pilotes Alpine, Esteban Ocon (92 points, sa meilleure saison) et Fernando Alonso (81 points) ; Valtteri Bottas est dixième (49 points). Chez les constructeurs, Red Bull Racing (759 points, 17 victoires et 5 doublés) effectue la meilleure saison de son histoire. La Scuderia Ferrari (554 points, 4 victoires dont un doublé et 20 podiums) termine à la deuxième place  devant Mercedes (515 points et 1 victoire en fin de saison). Loin de ce trio qui a accaparé tous les podiums sauf un, Alpine (173 points) atteint son objectif avec la quatrième place, devant McLaren (159 points). Alfa Romeo (55 points) conserve le sixième rang face à Aston Martin (55 points) au bénéfice des meilleures places en course. Haas réalise une de ses meilleures saisons (37 points). AlphaTauri (35 points) et Williams (8 points) occupent les derniers rangs.

## Pneus disponibles
| Pneus pour piste sèche | Pneus pour piste sèche | Pneus pour piste sèche | Pneus pluie    | Pneus pluie |
| ---------------------- | ---------------------- | ---------------------- | -------------- | ----------- |
| Durs (Type C3)         | Medium (Type C4)       | Tendres (Type C5)      | Intermédiaires | Pluie       |

## Essais libres

### Première séance, le vendredi de 14 h à 15 h
| Pos. | Pilote           | Voiture               | Chrono         | Écart     |
| ---- | ---------------- | --------------------- | -------------- | --------- |
| 1    | Lewis Hamilton   | Mercedes              | 1 min 26 s 633 |           |
| 2    | George Russell   | Mercedes              | 1 min 26 s 853 | + 0 s 220 |
| 3    | Charles Leclerc  | Ferrari               | 1 min 26 s 888 | + 0 s 220 |
| 4    | Sergio Pérez     | Red Bull              | 1 min 26 s 967 | + 0 s 334 |
| 5    | Liam Lawson      | Red Bull              | 1 min 27 s 201 | + 0 s 568 |
| 6    | Sebastian Vettel | Aston Martin-Mercedes | 1 min 27 s 268 | + 0 s 635 |

- Liam Lawson, pilote novice et membre du Red Bull Junior Team, prend le volant de la Red Bull RB18 de Max Verstappen[5] ;
- Robert Shwartzman, pilote de développement de Ferrari et membre de la Ferrari Driver Academy, prend le volant de la Ferrari F1-75 de  Carlos Sainz Jr. et réalise le septième temps[6] ;
- Robert Kubica, pilote-essayeur pour Alfa Romeo, remplace Zhou Guanyu au volant de la Alfa Romeo C42 ; il réalise le quatorzième temps[7] ;
- Logan Sargeant (troisième du championnat de Formule 2 en 2022), pilote novice testé par Williams, remplace Nicholas Latifi au volant de la Williams FW44 ; il réalise le quinzième temps[8] ;
- Pietro Fittipaldi, pilote de réserve chez Haas F1 Team, roule avec la VF-22 de Mick Schumacher ; il réalise le dix-septième temps[9] ;
- Patricio O'Ward, pilote de réserve chez McLaren, remplace Lando Norris au volant de la MCL36 ; il termine dix-huitième de la séance[10] ;
- Jack Doohan, pilote novice et membre de l'Alpine Academy prend la place de Fernando Alonso au volant de l'Alpine A522 ; il réalise le dix-neuvième temps[11] ;
- Felipe Drugovich, pilote novice champion du monde en titre de Formule 2 prend la place de Lance Stroll au volant de l'Aston Martin AMR22 ; il réalise le vingtième et dernier temps[12].

### Deuxième séance, le vendredi de 17 h à 18 h
| Pos. | Pilote           | Voiture  | Chrono         | Écart     |
| ---- | ---------------- | -------- | -------------- | --------- |
| 1    | Max Verstappen   | Red Bull | 1 min 25 s 146 |           |
| 2    | George Russell   | Mercedes | 1 min 25 s 487 | + 0 s 341 |
| 3    | Charles Leclerc  | Ferrari  | 1 min 25 s 599 | + 0 s 453 |
| 4    | Lewis Hamilton   | Mercedes | 1 min 25 s 761 | + 0 s 615 |
| 5    | Sergio Pérez     | Red Bull | 1 min 25s 852  | + 0 s 706 |
| 6    | Carlos Sainz Jr. | Ferrari  | 1 min 25 s 932 | + 0 s 786 |

### Troisième séance, le samedi de 15 h à 16 h
| Pos. | Pilote          | Voiture          | Chrono         | Écart     |
| ---- | --------------- | ---------------- | -------------- | --------- |
| 1    | Sergio Pérez    | Red Bull         | 1 min 24 s 982 |           |
| 2    | Max Verstappen  | Red Bull         | 1 min 25 s 134 | + 0 s 152 |
| 3    | Lewis Hamilton  | Mercedes         | 1 min 25 s 222 | + 0 s 240 |
| 4    | George Russell  | Mercedes         | 1 min 25 s 395 | + 0 s 413 |
| 5    | Lando Norris    | McLaren-Mercedes | 1 min 25 s 518 | + 0 s 536 |
| 6    | Charles Leclerc | Ferrari          | 1 min 25 s 571 | + 0 s 589 |

## Séance de qualifications

### Résultats des qualifications
| Pos.                                                                                      | Pilote           | Écurie                | Qualifications 1 | Qualifications 2 | Qualifications 3 |
| ----------------------------------------------------------------------------------------- | ---------------- | --------------------- | ---------------- | ---------------- | ---------------- |
| 1                                                                                         | Max Verstappen   | Red Bull              | 1 min 24 s 754   | 1 min 24 s 622   | 1 min 23 s 824   |
| 2                                                                                         | Sergio Pérez     | Red Bull              | 1 min 24 s 820   | 1 min 24 s 419   | 1 min 24 s 052   |
| 3                                                                                         | Charles Leclerc  | Ferrari               | 1 min 25 s 211   | 1 min 24 s 517   | 1 min 24 s 092   |
| 4                                                                                         | Carlos Sainz Jr. | Ferrari               | 1 min 25 s 090   | 1 min 24 s 521   | 1 min 24 s 242   |
| 5                                                                                         | Lewis Hamilton   | Mercedes              | 1 min 25 s 594   | 1 min 24 s 774   | 1 min 24 s 508   |
| 6                                                                                         | George Russell   | Mercedes              | 1 min 25 s 545   | 1 min 24 s 940   | 1 min 24 s 511   |
| 7                                                                                         | Lando Norris     | McLaren-Mercedes      | 1 min 25 s 387   | 1 min 24 s 903   | 1 min 24 s 769   |
| 8                                                                                         | Esteban Ocon     | Alpine-Renault        | 1 min 25 s 735   | 1 min 25 s 007   | 1 min 24 s 830   |
| 9                                                                                         | Sebastian Vettel | Aston Martin-Mercedes | 1 min 25 s 523   | 1 min 24 s 974   | 1 min 24 s 961   |
| 10                                                                                        | Daniel Ricciardo | McLaren-Mercedes      | 1 min 25 s 766   | 1 min 25 s 068   | 1 min 25 s 045   |
| 11                                                                                        | Fernando Alonso  | Alpine-Renault        | 1 min 25 s 782   | 1 min 25 s 096   |                  |
| 12                                                                                        | Yuki Tsunoda     | AlphaTauri-Red Bull   | 1 min 25 s 630   | 1 min 25 s 219   |                  |
| 13                                                                                        | Mick Schumacher  | Haas-Ferrari          | 1 min 25 s 711   | 1 min 25 s 225   |                  |
| 14                                                                                        | Lance Stroll     | Aston Martin-Mercedes | 1 min 25 s 741   | 1 min 25 s 359   |                  |
| 15                                                                                        | Zhou Guanyu      | Alfa Romeo-Ferrari    | 1 min 25 s 594   | 1 min 25 s 408   |                  |
| 16                                                                                        | Kevin Magnussen  | Haas-Ferrari          | 1 min 25 s 834   |                  |                  |
| 17                                                                                        | Pierre Gasly     | AlphaTauri-Red Bull   | 1 min 25 s 859   |                  |                  |
| 18                                                                                        | Valtteri Bottas  | Alfa Romeo-Ferrari    | 1 min 25 s 892   |                  |                  |
| 19                                                                                        | Alexander Albon  | Williams-Mercedes     | 1 min 26 s 028   |                  |                  |
| 20                                                                                        | Nicholas Latifi  | Williams-Mercedes     | 1 min 26 s 054   |                  |                  |
| Temps minimal à réaliser pour la qualification : 1 min 30 s 686 (107 % de 1 min 24 s 754) |                  |                       |                  |                  |                  |

### Grille de départ
- Daniel Ricciardo, jugé responsable de l'accrochage avec Kevin Magnussen lors du Grand Prix précédent, à São Paulo, est pénalisé d'un recul de trois places sur la grille. Auteur du dixième temps, il s'élance donc treizième[15],[17].

## Course

### Classement de la course
| Pos. | no | Pilote           | Écurie                | Tours | Temps/Abandon                      | Grille | Points |
| ---- | -- | ---------------- | --------------------- | ----- | ---------------------------------- | ------ | ------ |
| 1    | 1  | Max Verstappen   | Red Bull              | 58    | 1 h 27 min 45 s 914 (209,320 km/h) | 1      | 25     |
| 2    | 16 | Charles Leclerc  | Ferrari               | 58    | + 8 s 771                          | 3      | 18     |
| 3    | 11 | Sergio Pérez     | Red Bull              | 58    | + 10 s 093                         | 2      | 15     |
| 4    | 55 | Carlos Sainz Jr. | Ferrari               | 58    | + 24 s 892                         | 4      | 12     |
| 5    | 63 | George Russell   | Mercedes              | 58    | + 35 s 888                         | 6      | 10     |
| 6    | 4  | Lando Norris     | McLaren-Mercedes      | 58    | + 56 s 234                         | 7      | 8 + 1  |
| 7    | 31 | Esteban Ocon     | Alpine-Renault        | 58    | + 57 s 240                         | 8      | 6      |
| 8    | 18 | Lance Stroll     | Aston Martin-Mercedes | 58    | + 1 min 16 s 931                   | 14     | 4      |
| 9    | 3  | Daniel Ricciardo | McLaren-Mercedes      | 58    | + 1 min 23 s 268                   | 13     | 2      |
| 10   | 5  | Sebastian Vettel | Aston Martin-Mercedes | 58    | + 1 min 23 s 898                   | 9      | 1      |
| 11   | 22 | Yuki Tsunoda     | AlphaTauri-Red Bull   | 58    | + 1 min 29 s 371                   | 11     |        |
| 12   | 24 | Zhou Guanyu      | Alfa Romeo-Ferrari    | 57    | + 1 tour                           | 15     |        |
| 13   | 23 | Alexander Albon  | Williams-Mercedes     | 57    | + 1 tour                           | 19     |        |
| 14   | 10 | Pierre Gasly     | AlphaTauri-Red Bull   | 57    | + 1 tour                           | 17     |        |
| 15   | 77 | Valtteri Bottas  | Alfa Romeo-Ferrari    | 57    | + 1 tour                           | 18     |        |
| 16   | 47 | Mick Schumacher  | Haas-Ferrari          | 57    | + 1 tour (dont 5 s de pénalité)    | 12     |        |
| 17   | 20 | Kevin Magnussen  | Haas-Ferrari          | 57    | + 1 tour                           | 16     |        |
| 18   | 44 | Lewis Hamilton   | Mercedes              | 55    | Pression hydraulique               | 5      |        |
| 19   | 6  | Nicholas Latifi  | Williams-Mercedes     | 55    | Dégâts                             | 20     |        |
| Abd. | 14 | Fernando Alonso  | Alpine-Renault        | 27    | Fuite d'eau                        | 10     |        |

### Pole position et record du tour
- Pole position :  Max Verstappen (Red Bull) en 1 min 23 s 824 (226,804 km/h)[19].
- Meilleur tour en course :  Lando Norris (McLaren-Mercedes) en 1 min 28 s 391 (215,085 km/h) au quarante-quatrième tour ; sixième de la course, il remporte le point bonus associé au meilleur tour[20].

### Tours en tête
- Max Verstappen (Red Bull) : 57 tours (1-20 / 22-58)[21]
- Charles Leclerc (Ferrari) : 1 tour (21)

## Classements généraux à l'issue de la saison 2022
| Pos.     | Pilote           | Écurie                | Points |
| -------- | ---------------- | --------------------- | ------ |
| Champion | Max Verstappen   | Red Bull              | 454    |
| 2        | Charles Leclerc  | Ferrari               | 308    |
| 3        | Sergio Pérez     | Red Bull              | 305    |
| 4        | George Russell   | Mercedes              | 275    |
| 5        | Carlos Sainz Jr. | Ferrari               | 246    |
| 6        | Lewis Hamilton   | Mercedes              | 240    |
| 7        | Lando Norris     | McLaren-Mercedes      | 122    |
| 8        | Esteban Ocon     | Alpine-Renault        | 92     |
| 9        | Fernando Alonso  | Alpine-Renault        | 81     |
| 10       | Valtteri Bottas  | Alfa Romeo-Ferrari    | 49     |
| 11       | Daniel Ricciardo | McLaren-Mercedes      | 37     |
| 12       | Sebastian Vettel | Aston Martin-Mercedes | 37     |
| 13       | Kevin Magnussen  | Haas-Ferrari          | 25     |
| 14       | Pierre Gasly     | AlphaTauri-Red Bull   | 23     |
| 15       | Lance Stroll     | Aston Martin-Mercedes | 18     |
| 16       | Mick Schumacher  | Haas-Ferrari          | 12     |
| 17       | Yuki Tsunoda     | AlphaTauri-Red Bull   | 12     |
| 18       | Zhou Guanyu      | Alfa Romeo-Ferrari    | 6      |
| 19       | Alexander Albon  | Williams-Mercedes     | 4      |
| 20       | Nicholas Latifi  | Williams-Mercedes     | 2      |
| 21       | Nyck de Vries    | Williams-Mercedes     | 2      |
| 22       | Nico Hülkenberg  | Aston Martin-Mercedes | 0      |

| Pos.     | Écurie                | Points |
| -------- | --------------------- | ------ |
| Champion | Red Bull              | 759    |
| 2        | Ferrari               | 554    |
| 3        | Mercedes              | 515    |
| 4        | Alpine-Renault        | 173    |
| 5        | McLaren-Mercedes      | 159    |
| 6        | Alfa Romeo-Ferrari    | 55     |
| 7        | Aston Martin-Mercedes | 55     |
| 8        | Haas-Ferrari          | 37     |
| 9        | AlphaTauri-Red Bull   | 35     |
| 10       | Williams-Mercedes     | 8      |

## Statistiques
Le Grand Prix d'Abou Dabi 2022 représente :
- la 20e pole position de Max Verstappen, sa septième de la saison[24] ;
- la 35e victoire de Max Verstappen, sa quinzième de la saison[25] ;
- la 92e victoire de Red Bull[26] ;
- la 17e victoire de Red Bull en tant que motoriste[27] ;
- le 200e Grand Prix de Valtteri Bottas[28] ;
- le 299e et dernier Grand Prix de Sebastian Vettel[29] ;
- le 61e et dernier Grand Prix de Nicholas Latifi[30] ;
- le 43e et dernier Grand Prix de Mick Schumacher[31].

Au cours de ce Grand Prix :
- en remportant 15 victoires en une saison, Max Verstappen bat le record qu'il venait d'établir deux courses plus tôt[32] ;
- avec 454 points, Max Verstappen bat le record de points inscrits en une saison[33] ;
- Lewis Hamilton voit sa série de quinze années consécutives avec une victoire prendre fin ; il codétient ce record avec Michael Schumacher[34] ;
- Sebastian Vettel voit sa série de quatorze années consécutives avec un podium prendre fin[35] ;
- Lewis Hamilton dispute sa 200e course avec Mercedes, plus que tout autre pilote, quelle que soit l'écurie[36] ;
- Max Verstappen passe la barre des 2 000 points inscrits en Formule 1 (2 011,5 points)[37] ;
- Sergio Pérez passe la barre des 1 200 points inscrits en Formule 1 (1 201 points)[38] ;
- Sebastian Vettel est élu « Pilote du jour » à l'issue d'un vote organisé sur le site officiel de la Formule 1[39] ;
- Vitantonio Liuzzi (80 départs en Grands Prix entre 2005 et 2011, 26 points inscrits) est nommé conseiller par la FIA pour aider dans leurs jugements le groupe des commissaires de course[40].